# Robert Rex
Sir Robert Richmond Rex (Avatele, 25 gennaio 1909 – Alofi Sud, 12 dicembre 1992) è stato un politico niueano, primo premier di Niue, dal 1974 alla morte.
Era figlio del mercante europeo Leslie Lucas Richmond Rex. Sebbene fosse contrario al sistema partitico, fu sostenuto dall'unico partito politico nella storia di Niue, il Partito del Popolo di Niue.
Dopo la sua morte in carica, fu sostituito da Young Vivian fino alle successive elezioni del 1993, quando questi fu sconfitto da Frank Lui.